# Delidjan
 (janvier 2016).
Si vous disposez d'ouvrages ou d'articles de référence ou si vous connaissez des sites web de qualité traitant du thème abordé ici, merci de compléter l'article en donnant les références utiles à sa vérifiabilité et en les liant à la section « Notes et références ».
Delidjan (en persan : ﺩﻟﻴﺠﺎﻥ / Delijân) est une ville de la province de Markazi en Iran. La ville se situe à 409 km de Téhéran. On croise la ville en voyageant de Qom à Esfahan. Delidjan est une ville industrielle, comptant quelques petites usines et des compagnies fabriquant des tapis, comme Mahestan Setareh Talaii.

## Sites importants
Les sites importants naturels, historiques et monuments religieux de la ville sont :
- Le lac et le barrage du 15 Khordad ;
- La grotte de Chaal Nakhjir et Kohak ;
- Le village historique de Dodehak ;
- Le bazaar Naragh ;
- La Grande Mosquée de Naragh ;
- Imamzadehs de Shahzadeh Eshagh, Ownebn Ali, Shahzadeh Yahya, Hasrat Masoume’h, Ghar Sirjavan, et Aghasha Bobol.